# Aplomya meigenii
Aplomya meigenii là một loài ruồi trong họ Tachinidae.